# Erik Baldermann
Erik Baldermann († nach 1941) war ein deutscher Unternehmer. 

## Leben
Nach anfänglichen Versuchen als Schauspieler in Düsseldorf und Stettin während und kurz nach dem Ende des Ersten Weltkrieges stieg Erik Baldermann durch Vermittlung seines Schwiegervaters zum Direktor der Stettiner Portland-Cement-Fabrik AG in Züllchow in Pommern auf und wurde Leiter der Industrieabteilung der Wirtschaftskammer Pommern. Außerdem war er Vize-Präsident der Industrie- und Handelskammer Stettin sowie Leiter der Bezirksgruppe Pommern der Reichsgruppe Industrie und seit 1934 Führer der Wirtschaftsgruppe Steine und Erden der Reichsgruppe Industrie. Daneben war er auch Mitglied des großen Beirats der Reichsgruppe Industrie.
Er wohnte noch 1941 in Züllchow in Pommern.